# International Lawn Tennis Challenge 1919
Der International Lawn Tennis Challenge 1919 war die 14. Ausgabe des von der International Lawn Tennis Federation (ILTF) veranstalteten Wettbewerbs für Herrennationalmannschaften im Tennis. Nachdem das Turnier während des Ersten Weltkrieges vier Jahre lang ausgefallen war, fand es heuer wieder statt, wobei vier Mannschaften gegen den Titelverteidiger Australien antraten, welches 1914 den Titel noch gemeinsam mit Neuseeland als Australasien gewonnen hatte. Das vom 16. bis 21. Januar 1920 ausgetragene Finale in Sydney gewann der Titelverteidiger gegen den Herausforderer Großbritannien und sicherte sich somit den bisher sechsten Titel.

## Die Mannschaften

### Weltgruppe
Außer dem Titelverteidiger nahmen vier weitere Mannschaften an der International Lawn Tennis Challenge teil. Diese Teams spielten in der Weltgruppe um das Finalticket gegen Australien.
| - Belgien - Frankreich | - Großbritannien - Südafrikanische Union |

## Ergebnisse
|  | Halbfinale Juli              | Halbfinale Juli       | Halbfinale Juli |  |  | Finale 25.–27. August        | Finale 25.–27. August | Finale 25.–27. August |
|  |                              |                       |                 |  |  |                              |                       |                       |
|  |                              |                       |                 |  |  |                              |                       |                       |
|  | Dritte Französische Republik | Frankreich            | 3               |  |  |                              |                       |                       |
|  | Belgien                      | Belgien               | 0               |  |  |                              |                       |                       |
|  |                              |                       |                 |  |  | Dritte Französische Republik | Frankreich            | 2                     |
|  |                              |                       |                 |  |  | Vereinigtes Konigreich 1801  | Großbritannien        | 3                     |
|  | Sudafrika 1912               | Südafrikanische Union | 1               |  |  |                              |                       |                       |
|  | Vereinigtes Konigreich 1801  | Großbritannien        | 4               |  |  |                              |                       |                       |
|  |                              |                       |                 |  |  |                              |                       |                       |

## Finale
| Australien                                                                 | Finale | Großbritannien                                                                |
| -------------------------------------------------------------------------- | --- | ----------------------------------------------------------------------------- |
| Team James Anderson Norman Brookes Gerald Patterson Kapitän Norman Brookes | Datum: 16. bis 21. Januar 1920 Ort: Double Bay Grounds, Sydney (Australien) Belag: Rasen \| James Anderson \| 5:7, 2:6, 4:6 \| Algernon Kingscote \| \| Gerald Patterson \| 6:4, 6:3, 2:6, 6:3 \| Arthur Lowe \| \| Norman Brookes Gerald Patterson \| 6:0, 6:0, 6:2 \| Alfred Beamish Algernon Kingscote \| \| Gerald Patterson \| 6:4, 6:4, 8:6 \| Algernon Kingscote \| \| James Anderson \| 6:4, 5:7, 6:3, 4:6, 12:10 \| Arthur Lowe \| Resultat: 4:1 | Team Alfred Beamish Algernon Kingscote Arthur Lowe Kapitän Algernon Kingscote |
| James Anderson                                                             | 5:7, 2:6, 4:6 | Algernon Kingscote                                                            |
| Gerald Patterson                                                           | 6:4, 6:3, 2:6, 6:3 | Arthur Lowe                                                                   |
| Norman Brookes Gerald Patterson                                            | 6:0, 6:0, 6:2 | Alfred Beamish Algernon Kingscote                                             |
| Gerald Patterson                                                           | 6:4, 6:4, 8:6 | Algernon Kingscote                                                            |
| James Anderson                                                             | 6:4, 5:7, 6:3, 4:6, 12:10 | Arthur Lowe                                                                   |